# Jēkabpils distrikt
Jēkabpils distrikt (lettiska: Jēkabpils rajons) var till 2009 ett administrativt distrikt i Lettland, beläget i den sydöstra delen av landet, cirka 130 kilometer från huvudstaden Riga. Distriktet angränsar med distrikten Madona i norr, Aizkraukle i väster, Preiļi och Daugavpils i öster.
De största städerna är Viesīte med 2 950 invånare och Aknīste med 1 350 invånare. Totalt bor det cirka 32 800 personer i städerna och cirka 25 000 personer på landsbygden.